# 小行星16672
小行星16672（16672 Bedini）是一颗绕太阳运转的小行星，为主小行星带小行星。该小行星于1994年1月17日发现。

## 轨道参数
小行星16672的轨道半长轴为2.5772913 UA，离心率为0.136。